# Granada (Nikaragva)
Granada je grad na zapadu srednjoameričke države Nikaragve. Središte je istoimenog departmana. Granada je također poznata i kao La Gran Sultane, kao odraz svog maurskog i andaluzijskog izgled, za razliku od sestrinskog grada Leóna, njihova povijesnog suparnika, koji prikazuje kastiljanski trendove. U samom gradu je očuvano više primjera kolonijalne arhitekture, a najpoznatiji su: barokna crkva La Merced, Plaza de la Independencia i samostan i muzej San Francisco.

## Povijest
Ime gradu je nadjenuo Hernández de Córdoba po drevnom španjolskom gradu Granadi. To je učinjeno u čast osvajanje zadnjeg maurske utvrde u Španjolskoj. Tijekom kolonijalnog razdoblja, Granada doživljava procvat u trgovini i postaje jedna od glavnih luka na Atlantiku, trgujući i preko jezera Nikaragva i San Juan River.
Grad je bio svjedok i mnogih bitaka te invazija engleskih, francuskih i nizozemskih gusara koji su pokušavali preuzeti kontrolu nad Nikaragvom. Sam grad Granada je omiljen među konzervativcima, dok je suparnički grad Léon bio omiljen od strane liberala. Već dugi niz godina bio je mjesto sukoba među raznim političkim frakcijama. 

## Gradovi prijatelji
| - Badajoz, Španjolska - Santa Ana de Coro, Venezuela - Tarrasa, Španjolska - Frankfurt, Njemačka - Dos Hermanas, Španjolska | - Cartago, Kostarika - Antigua Guatemala, Gvatemala - Comayagua, Honduras - Santa Tecla, El Salvador |

## Vanjske poveznice
- Vida Granada Directory Event Calendar Magazine  Arhivirana inačica izvorne stranice od 23. ožujka 2018. (Wayback Machine) (engl.)
- Granada City Tourism Page (engl.)